# Maud Olofsson
Maud Elisabeth Olofsson (Olsson, Arnäs, Ångermanland, 9 agosto 1955) è una politica svedese, leader del Partito di Centro dal 19 marzo 2001 al 23 settembre 2011.

## Biografia
Maud Olofsson è cresciuta in Högbyn, nell'Örnsköldsvik Municipality, Västernorrland. Iniziò la sua carriera politica nel 1974 nella organizzazione giovanile del Partito di Centro.
Nel 1992 lavorò per il governo di centrodestra di Carl Bildt e divenne consigliere del ministro del lavoro Börje Hörnlund. Nel 1997, dopo la caduta del governo da lei sostenuto, concentrò la sua battaglia politica per lo sviluppo e il sostegno delle comunità rurali svedesi.
Dal 2001, sotto la guida della Olofsson, il partito centrista si avvicinò alle ideologie di socialismo liberista, convergendo quindi su posizioni di centrodestra. Non era mancato infatti che nel passato il partito centrista appoggiasse la politica economica del centrosinistra.
Il 31 agosto del 2004 i tre leader dei partiti d'opposizione svedese si riunirono a casa sua per firmare un protocollo d'intesa politica. L'incontro terminò con la decisione di formare una coalizione di centrodestra, denominata Alleanza per la Svezia.
Si candidò alle elezioni legislative del 2006. Il suo partito ottenne un discreto successo ed a seguito della vittoria elettorale dell'Alleanza per la Svezia, il partito centrista divenne un partito di governo.
Nell'ottobre del 2006 il primo ministro svedese Fredrik Reinfeldt nominò Maud Olofsson Ministro dell'Industria e dell'Energia; la donna occupò anche la carica di Vice primo Ministro. Nel 2011 annunciò le sue dimissioni dai vertici del partito e lasciò anche l'esecutivo, venendo succeduta in entrambi i casi da Annie Lööf.
Maud Olofsson è sposata con Rolf ed ha tre figli.